# Ceratitis catoirii
Ceratitis catoirii
 es una especie de insecto del género Ceratitis de la familia Tephritidae del orden Diptera. 
Guérin-Méneville la describió científicamente por primera vez en el año 1843.